# Alberto Belsué Arias
Alberto Belsué Arias és un exfutbolista aragonès, nascut el 2 de març de 1968 a Saragossa, i que va jugar a la demarcació de defensa lateral dret, tant al Reial Saragossa com a la selecció espanyola.

## Trajectòria
Va començar la seva carrera esportiva professional a l'Stadium de Casablanca de 1983 a 1986 d'aquí va passar a l'Endesa Andorra, on jugaria fins a 1988 any que va passar a jugar al Reial Saragossa, equip en el qual va jugar deu anys. Va coincidir amb jugadors importants en la defensa entre els quals destacaven els veterans exmadridistes Rafael García Cortés i Fraile. A més va haver de competir pel lloc de lateral amb jugadors de la qualitat de Chucho Solana, d'Esteban Gutiérrez, i del mític lateral alemany Andreas Brehme.
A principi dels noranta i després de superar la promoció, va arribar temps d'èxits esportius per al Reial Saragossa, ja que de la mà de l'entrenador Víctor Fernández es va a conquistar una Copa del Rei i una Recopa d'Europa. Els èxits de l'equip li van a dur a jugar amb la selecció espanyola des de 1994 a 1996, en els quals va ser 17 vegades internacional, tot jugant l'Eurocopa d'Anglaterra de 1996.
El 1998 les seves actuacions amb el seu equip comencen a disminuir, raó per la qual és cedit a l'Alavés primer i al Numancia després, on hi jugaria dues temporades. Posaria fi a la seva carrera al futbol grec, concretament a l'Iraklis de Salónica on va disputar les seves dues darreres temporades. Es va retirar en el 2003.
Actualment exerceix d'agent comercial en la multinacional Mondo, líder mundial en paviments i equipaments esportius.

## Clubs
| Club               | Lliga     | Any       |
| ------------------ | --------- | --------- |
| Stadium Casablanca | Espanyola | 1983-1986 |
| Endesa Andorra     | Espanyola | 1986-1988 |
| Reial Saragossa    | Espanyola | 1988-1998 |
| Alavés             | Espanyola | 1998-1999 |
| Numancia           | Espanyola | 1999-2001 |
| Iraklis FC         | Grega     | 2001-2003 |